# Агино село
 Тази статия е за селото в Северна Македония.  За селото в Босна и Херцеговина вижте Агино село (Босна и Херцеговина).  
Агино село (на македонска литературна норма: Агино Село; на турски: Agaköy, Агакьой; на албански: Fshati Agino, Фшати Агино) е село в Северна Македония, в община Куманово.

## География
Селото е разположено в котловината Жеглигово край магистралата Е75, която свързва Куманово и Скопие. Землището на селото опира в Скопското поле и е 11,7 квадратни километра.

## История
В края на XIX век Агино село е българо-турско село в Османската империя. Според статистиката на Васил Кънчов („Македония. Етнография и статистика“) от 1900 г. Агино село е село в Скопска каза населявано от 80 жители българи християни и 80 турци.
Цялото християнско население на селото е под върховенството на Българската екзархия. По данни на секретаря на екзархията Димитър Мишев („La Macédoine et sa Population Chrétienne“) в 1905 година Агино село е село в Кумановска каза с 272 българи екзархисти.
След Междусъюзническата война в 1913 година селото влиза в границите на Сърбия.
По време на Първата световна война Агино село (Agino Selo) е част от Романовска община и има 378 жители. Според други данни, през този период селото е обитавано от 180 албанци и 183 българи.
На етническата си карта от 1927 година Леонард Шулце Йена показва Агино село като турско село.
В 1961 година жителите на селото са 954, от които 930 северномакедонци, 19 сърби и 5 други. В 1994 година броят на жителите е намалял на 811 жители – 798 македонци, 12 сърби и един член на друга националност. Според преброяването от 2002 година селото има 965 жители.
| Националност     | Всичко |
| северномакедонци | 949    |
| албанци          | 0      |
| турци            | 0      |
| роми             | 0      |
| власи            | 0      |
| сърби            | 13     |
| бошняци          | 0      |
| други            | 3      |

## Личности
Родени в Агино село
- Андрей Нацов, български революционер от ВМОРО, четник на Кръстю Лазаров[7]
- Илия Янев, български революционер от ВМОРО, четник на Богдан Баров[8]
- Стоян Тушев (? – 1924), деец на ВМРО, загинал в сражение със сръбска войска на 24 август 1924[9]